# Coupe d'Algérie de football 2015-2016
Navigation
Coupe d'Algérie
2014-2015 Coupe d'Algérie
2016-2017
La Coupe d'Algérie de football 2015-2016 est la 52e édition de la Coupe d'Algérie de football.
Le vainqueur de cette compétition sera qualifié pour le tour préliminaire de la Coupe de la confédération africaine.
Le groupe de télécommunications ATM Mobilis est le sponsor de la compétition.

## Calendrier

### Dates des matchs
| Tour                           | Nom                                   | Dates retenues           | Équipes participantes | Équipes gagnantes |
| Épreuve éliminatoire (2015)    |                                       |                          |                       |                   |
| 1                              | Premier tour                          | Dates régionales         | -                     | -                 |
| 2                              | Deuxième tour                         | Dates régionales         | -                     | -                 |
| 3                              | Troisième tour                        | sam. 10 octobre          | 192                   | 96                |
| 4                              | Quatrième tour                        | ven. 13 novembre         | 96                    | 48                |
| Compétition propre (2015-2016) |                                       |                          |                       |                   |
| Entrée des 16 clubs de Ligue 1 |                                       |                          |                       |                   |
| 5                              | Trente-deuxièmes de finale            | ven.-sam. 18-19 décembre | 64                    | 32                |
| 6                              | Seizièmes de finale                   | ven.-sam. 8-9 janvier    | 32                    | 16                |
| 7                              | Huitièmes de finale                   | ven.-sam. 19-20 février  | 16                    | 8                 |
| 8                              | Quarts de finale                      | ven.-sam. 4-5 mars       | 8                     | 4                 |
| 9                              | Demi-finales                          | jeu.-sam. 14-16 avril    | 4                     | 2                 |
| 10                             | Finale Stade du 5 juillet 1962, Alger | dim. 1er mai             | 2                     | 1                 |

### Dates des tirages au sort
Le tirage au sort des 32e et 16e de finale a eu lieu le lundi 1er décembre 2015.

## Avant Dernier Tour Régional
| Ligue d'Alger Avant Dernier tour régional (10/11/2015 à 14h 30)         |                                                                  |                                                                  |                                                                  |                                                                  |                                                                  |                                                                  |                                                                  |                                                                  |                                                                  |
| 1                                                                       | JSM Bejaia                                                       | 1-0                                                              | OMR El Anasser                                                   |                                                                  |                                                                  |                                                                  |                                                                  |                                                                  |                                                                  |
| 2                                                                       | WA Rouiba                                                        | 0-3                                                              | Paradou AC                                                       |                                                                  |                                                                  |                                                                  |                                                                  |                                                                  |                                                                  |
| 3                                                                       | JS Azzazga                                                       | 1-1 t.a.b                                                        | JS Tichy                                                         |                                                                  |                                                                  |                                                                  |                                                                  |                                                                  |                                                                  |
| 4                                                                       | US Beni Douala                                                   | 0-0 t.a.b                                                        | Hydra AC                                                         |                                                                  |                                                                  |                                                                  |                                                                  |                                                                  |                                                                  |
| 5                                                                       | IB Khemis El Khechna                                             | 1-2                                                              | IB Lakhdaria                                                     |                                                                  |                                                                  |                                                                  |                                                                  |                                                                  |                                                                  |
| 6                                                                       | NARB Reghaia                                                     | 1-2                                                              | USM Chéraga                                                      |                                                                  |                                                                  |                                                                  |                                                                  |                                                                  |                                                                  |
| 7                                                                       | RC Kouba                                                         | 4-1                                                              | JS Hai Djebel                                                    |                                                                  |                                                                  |                                                                  |                                                                  |                                                                  |                                                                  |
| 8                                                                       | ES Ben Aknoun                                                    | 1-0                                                              | CRB Dar El Beida                                                 |                                                                  |                                                                  |                                                                  |                                                                  |                                                                  |                                                                  |
| 9                                                                       | NR Dely Ibrahim                                                  | 1-0                                                              | DRB Baraki                                                       |                                                                  |                                                                  |                                                                  |                                                                  |                                                                  |                                                                  |
| 10                                                                      | AS Protection Civile                                             | 0-2                                                              | MB Bouira                                                        |                                                                  |                                                                  |                                                                  |                                                                  |                                                                  |                                                                  |
| 11                                                                      | NR Bouchaoui                                                     | 0-0 t.a.b                                                        | JSM Chéraga                                                      |                                                                  |                                                                  |                                                                  |                                                                  |                                                                  |                                                                  |
| 12                                                                      | CRB Bordj El Kiffan                                              | 0-0 t.a.b                                                        | ERB Ouled Moussa                                                 |                                                                  |                                                                  |                                                                  |                                                                  |                                                                  |                                                                  |
| 13                                                                      | RC Boumerdès                                                     | 1-0                                                              | Gouraya Bedjaia                                                  |                                                                  |                                                                  |                                                                  |                                                                  |                                                                  |                                                                  |
| 14                                                                      | CA Kouba                                                         | 2-3                                                              | EC Oued Smar                                                     |                                                                  |                                                                  |                                                                  |                                                                  |                                                                  |                                                                  |
| 15                                                                      | ES Azeffoun                                                      | 2-1                                                              | US Oued Amizour                                                  |                                                                  |                                                                  |                                                                  |                                                                  |                                                                  |                                                                  |
| 16                                                                      | WR Bordj Menaiel                                                 | -                                                                | JRA Zaatra                                                       |                                                                  |                                                                  |                                                                  |                                                                  |                                                                  |                                                                  |
| Ligue de Blida Avant Dernier tour régional (Octobre 2015 à 14h 30)      |                                                                  |                                                                  |                                                                  |                                                                  |                                                                  |                                                                  |                                                                  |                                                                  |                                                                  |
| 1                                                                       | ASO Chlef                                                        | 1 - 0                                                            | MCB Oued Sly                                                     |                                                                  |                                                                  |                                                                  |                                                                  |                                                                  |                                                                  |
| 2                                                                       | SC Aïn Defla                                                     | 1 - 0                                                            | WRN Ain Oussara                                                  |                                                                  |                                                                  |                                                                  |                                                                  |                                                                  |                                                                  |
| 3                                                                       | IRB Ouled Yaïch                                                  | 1 - 1 t.a.b                                                      | ESM Koléa                                                        |                                                                  |                                                                  |                                                                  |                                                                  |                                                                  |                                                                  |
| 4                                                                       | ORB Oued Fodda                                                   | 2 - 0                                                            | WA Boufarik                                                      |                                                                  |                                                                  |                                                                  |                                                                  |                                                                  |                                                                  |
| 5                                                                       | RA Ain Defla                                                     | 2 - 1                                                            | CRB Aïn Oussara                                                  |                                                                  |                                                                  |                                                                  |                                                                  |                                                                  |                                                                  |
| 6                                                                       | CRB Boukadir                                                     | 1 - 0                                                            | ES Berrouaghia                                                   |                                                                  |                                                                  |                                                                  |                                                                  |                                                                  |                                                                  |
| 7                                                                       | CRB Sendjas                                                      | 1 - 0                                                            | NCB El Affroun                                                   |                                                                  |                                                                  |                                                                  |                                                                  |                                                                  |                                                                  |
| 8                                                                       | OCB Ksar El Boukhari                                             | 1 - 0                                                            | JM Oum Drou                                                      |                                                                  |                                                                  |                                                                  |                                                                  |                                                                  |                                                                  |
| 9                                                                       | IRB Boumedfaa                                                    | 1 - 1 t.a.b                                                      | SKAF Khemis Miliana                                              |                                                                  |                                                                  |                                                                  |                                                                  |                                                                  |                                                                  |
| 10                                                                      | O Médéa                                                          | 2 - 1                                                            | USMM Hadjout                                                     |                                                                  |                                                                  |                                                                  |                                                                  |                                                                  |                                                                  |
| Ligue d'Oran Avant Dernier tour régional (// à 14h 30)                  |                                                                  |                                                                  |                                                                  |                                                                  |                                                                  |                                                                  |                                                                  |                                                                  |                                                                  |
| 1                                                                       | ZSA Témouchent                                                   | 0-2                                                              | USM Bel Abbès                                                    |                                                                  |                                                                  |                                                                  |                                                                  |                                                                  |                                                                  |
| 2                                                                       | USM Oran                                                         | 2-1 a.p                                                          | MCB Hadjadj                                                      |                                                                  |                                                                  |                                                                  |                                                                  |                                                                  |                                                                  |
| 3                                                                       | ASB Maghnia                                                      | 2-2 t.a.b 4-2                                                    | CRM Bouguirat                                                    |                                                                  |                                                                  |                                                                  |                                                                  |                                                                  |                                                                  |
| 4                                                                       | CRB Sfisef                                                       | 2-2 t.a.b                                                        | SCM Oran                                                         |                                                                  |                                                                  |                                                                  |                                                                  |                                                                  |                                                                  |
| 5                                                                       | CR Bendaoud                                                      | 0-1                                                              | IRB El Kerma                                                     |                                                                  |                                                                  |                                                                  |                                                                  |                                                                  |                                                                  |
| 6                                                                       | OM Arzew                                                         | 2-1                                                              | AS Sidi Lahcene                                                  |                                                                  |                                                                  |                                                                  |                                                                  |                                                                  |                                                                  |
| 7                                                                       | IRB Maghnia                                                      | 1-0                                                              | KRB Hillil                                                       |                                                                  |                                                                  |                                                                  |                                                                  |                                                                  |                                                                  |
| 8                                                                       | WA Mostaganem                                                    | 0-1                                                              | JS Emir Abdelkader                                               |                                                                  |                                                                  |                                                                  |                                                                  |                                                                  |                                                                  |
| 9                                                                       | WA Tlemcen                                                       | 2-1 a.p                                                          | IRB Oued El Kheir                                                |                                                                  |                                                                  |                                                                  |                                                                  |                                                                  |                                                                  |
| 10                                                                      | US Remchi                                                        | 1-0                                                              | MB Sidi Chami                                                    |                                                                  |                                                                  |                                                                  |                                                                  |                                                                  |                                                                  |
| 11                                                                      | CRB Hennaya                                                      | 3-2                                                              | RCB Oued R'hiou                                                  |                                                                  |                                                                  |                                                                  |                                                                  |                                                                  |                                                                  |
| 12                                                                      | CRB Ben Badis                                                    | 1-0                                                              | ES Mostaganem                                                    |                                                                  |                                                                  |                                                                  |                                                                  |                                                                  |                                                                  |
| 13                                                                      | NRB Bethioua                                                     | 1-0                                                              | CR Témouchent                                                    |                                                                  |                                                                  |                                                                  |                                                                  |                                                                  |                                                                  |
| 14                                                                      | Nasr Es Senia                                                    | 2-1                                                              | ES Araba                                                         |                                                                  |                                                                  |                                                                  |                                                                  |                                                                  |                                                                  |
| Ligue de Saida Avant Dernier tour régional (02/11/2015 à 14h 30)        |                                                                  |                                                                  |                                                                  |                                                                  |                                                                  |                                                                  |                                                                  |                                                                  |                                                                  |
| 1                                                                       | MC Saida                                                         | 1-0                                                              | GC Mascara                                                       |                                                                  |                                                                  | Ait Abderrahime / Tiaret                                         |                                                                  |                                                                  |                                                                  |
| 2                                                                       | ARB Ghriss                                                       | -                                                                | WR Djillali Benamar                                              |                                                                  |                                                                  |                                                                  |                                                                  |                                                                  |                                                                  |
| 3                                                                       | USB Tissmsilet                                                   | -                                                                | IS Tighennif                                                     |                                                                  |                                                                  |                                                                  |                                                                  |                                                                  |                                                                  |
| 4                                                                       | ESB Dahmouni                                                     | -                                                                | CSEB Sidi Cheikh                                                 |                                                                  |                                                                  |                                                                  |                                                                  |                                                                  |                                                                  |
| 5                                                                       | CRB Tizi                                                         | -                                                                | FB Ouled Brahim                                                  |                                                                  |                                                                  |                                                                  |                                                                  |                                                                  |                                                                  |
| 6                                                                       | SA Mohamadia                                                     | -                                                                | HB El Bordj                                                      |                                                                  |                                                                  |                                                                  |                                                                  |                                                                  |                                                                  |
| 7                                                                       | JSM Tiaret                                                       | -                                                                | CC Sig                                                           |                                                                  |                                                                  |                                                                  |                                                                  |                                                                  |                                                                  |
| 8                                                                       | JS Sig                                                           | -                                                                | IRB Ain El Hadjar                                                |                                                                  |                                                                  |                                                                  |                                                                  |                                                                  |                                                                  |
| Ligue de Constantine Avant Dernier tour régional(octobre 2015 à 14h 30) |                                                                  |                                                                  |                                                                  |                                                                  |                                                                  |                                                                  |                                                                  |                                                                  |                                                                  |
| 1                                                                       | AS Ain M'lila                                                    | 4 - 0                                                            | WA Ramdane Djamel                                                |                                                                  |                                                                  |                                                                  |                                                                  |                                                                  |                                                                  |
| 2                                                                       | JJ Azzaba                                                        | 1 - 0 a.p                                                        | NRB Grarem                                                       |                                                                  |                                                                  |                                                                  |                                                                  |                                                                  |                                                                  |
| 3                                                                       | ES Collo                                                         | -                                                                | NRB Telaghma                                                     |                                                                  |                                                                  |                                                                  |                                                                  |                                                                  |                                                                  |
| 4                                                                       | JS Djijel                                                        | 2 - 1                                                            | NRB Beni Oulbane                                                 |                                                                  |                                                                  |                                                                  |                                                                  |                                                                  |                                                                  |
| 5                                                                       | CR Village Moussa                                                | 2 - 0                                                            | ASC Ouled Zouaï                                                  |                                                                  |                                                                  |                                                                  |                                                                  |                                                                  |                                                                  |
| 6                                                                       | AB Chelghoum Laïd                                                | 2 - 1                                                            | CAM Skikda                                                       |                                                                  |                                                                  |                                                                  |                                                                  |                                                                  |                                                                  |
| 7                                                                       | JS Redjas                                                        | 2 - 0                                                            | USM Sétif                                                        |                                                                  |                                                                  |                                                                  |                                                                  |                                                                  |                                                                  |
| 8                                                                       | MO Constantine                                                   | 2 - 0                                                            | FC Bir El Arch                                                   |                                                                  |                                                                  |                                                                  |                                                                  |                                                                  |                                                                  |
| 9                                                                       | USM Ain Beida                                                    | 0 - 0 t.a.b                                                      | CRB Ferdjouia                                                    |                                                                  |                                                                  |                                                                  |                                                                  |                                                                  |                                                                  |
| 10                                                                      | HB Chelghoum Laid                                                |                                                                  | Exempt                                                           |                                                                  |                                                                  |                                                                  |                                                                  |                                                                  |                                                                  |
| Ligue de Batna Avant Dernier tour régional (octobre 2015 à 14h 30)      |                                                                  |                                                                  |                                                                  |                                                                  |                                                                  |                                                                  |                                                                  |                                                                  |                                                                  |
| 1                                                                       | US Biskra                                                        | 3 - 0                                                            | JS Ouled Khlouf                                                  |                                                                  |                                                                  |                                                                  |                                                                  |                                                                  |                                                                  |
| 2                                                                       | CRB Ouled Djellal                                                | 1 - 0                                                            | CRB Ain Djasser                                                  |                                                                  |                                                                  |                                                                  |                                                                  |                                                                  |                                                                  |
| 3                                                                       | NRB Ouled Derradj                                                | 1 - 0                                                            | CA Bordj Bou Arreridj                                            |                                                                  |                                                                  |                                                                  |                                                                  |                                                                  |                                                                  |
| 4                                                                       | CRB Kais                                                         | 1 - 0                                                            | NC Magra                                                         |                                                                  |                                                                  |                                                                  |                                                                  |                                                                  |                                                                  |
| 5                                                                       | ES Bouakeul                                                      | 0 - 0 t.a.b                                                      | AB Merouana                                                      |                                                                  |                                                                  |                                                                  |                                                                  |                                                                  |                                                                  |
| 6                                                                       | AB Barika                                                        | 1 - 0                                                            | NRB El Achir                                                     |                                                                  |                                                                  |                                                                  |                                                                  |                                                                  |                                                                  |
| 7                                                                       | IRB Berhoum                                                      | 1 - 0                                                            | NRB Ouled Djellal                                                |                                                                  |                                                                  |                                                                  |                                                                  |                                                                  |                                                                  |
| 8                                                                       | CA Batna                                                         | 1 - 0                                                            | A Bou Saada                                                      |                                                                  |                                                                  |                                                                  |                                                                  |                                                                  |                                                                  |
| 9                                                                       | WR M'Sila                                                        | 2 - 0                                                            | Olympique M'Sila                                                 |                                                                  |                                                                  |                                                                  |                                                                  |                                                                  |                                                                  |
| 10                                                                      | MSP Batna                                                        | 1 - 0                                                            | AS Bordj Ghedir                                                  |                                                                  |                                                                  |                                                                  |                                                                  |                                                                  |                                                                  |
| 11                                                                      | USF Bordj Bou Arréridj                                           | 1 - 0                                                            | USM Khenchela                                                    |                                                                  |                                                                  |                                                                  |                                                                  |                                                                  |                                                                  |
| 12                                                                      | RUDS Batna                                                       | 1 - 0                                                            | ESB Ghillassa                                                    |                                                                  |                                                                  |                                                                  |                                                                  |                                                                  |                                                                  |
| Ligue de Annaba Avant Dernier tour régional (octobre 2015 à 14h 30)     |                                                                  |                                                                  |                                                                  |                                                                  |                                                                  |                                                                  |                                                                  |                                                                  |                                                                  |
| 1                                                                       | US Tébessa                                                       | 3 - 0                                                            | IRB Sedrata                                                      |                                                                  |                                                                  |                                                                  |                                                                  |                                                                  |                                                                  |
| 2                                                                       | NRB Bouchegouf                                                   | 6 - 1                                                            | CS Hamma Loulou                                                  |                                                                  |                                                                  |                                                                  |                                                                  |                                                                  |                                                                  |
| 3                                                                       | NRB El-Ogla                                                      | 4 - 2 a.p                                                        | CRB Dréan                                                        |                                                                  |                                                                  |                                                                  |                                                                  |                                                                  |                                                                  |
| 4                                                                       | ORB Gueltet Bousbaa                                              | 1 - 1 t.a.b                                                      | ES Souk Ahras                                                    |                                                                  |                                                                  |                                                                  |                                                                  |                                                                  |                                                                  |
| 5                                                                       | ES Guelma                                                        | 1 - 0 a.p                                                        | USM Annaba                                                       |                                                                  |                                                                  |                                                                  |                                                                  |                                                                  |                                                                  |
| 6                                                                       | MH Chellala                                                      | 2 - 1                                                            | NRB El Kala                                                      |                                                                  |                                                                  |                                                                  |                                                                  |                                                                  |                                                                  |
| 7                                                                       | HAMRA Annaba                                                     | 4 - 3                                                            | NRB Cheria                                                       |                                                                  |                                                                  |                                                                  |                                                                  |                                                                  |                                                                  |
| 8                                                                       | ES Besbes                                                        | 1 - 0                                                            | CRM Ain Allem                                                    |                                                                  |                                                                  |                                                                  |                                                                  |                                                                  |                                                                  |
| 9                                                                       | Nasr Fedjoudj                                                    | 1 - 0 a.p                                                        | WM Tebessa                                                       |                                                                  |                                                                  |                                                                  |                                                                  |                                                                  |                                                                  |
| 10                                                                      | IRB El Hadjar                                                    | 1 - 1 t.a.b                                                      | IRB Boumahra                                                     |                                                                  |                                                                  |                                                                  |                                                                  |                                                                  |                                                                  |
| Ligue de Ouargla Avant Dernier tour régional (// à 14h 30)              |                                                                  |                                                                  |                                                                  |                                                                  |                                                                  |                                                                  |                                                                  |                                                                  |                                                                  |
| 1                                                                       | NRB Touggourt                                                    | 2 - 2 t.a.b                                                      | MC Mekhadma                                                      |                                                                  |                                                                  |                                                                  |                                                                  |                                                                  |                                                                  |
| 2                                                                       | NT Souf                                                          | 1 - 0                                                            | DJ Kser Hirane                                                   |                                                                  |                                                                  |                                                                  |                                                                  |                                                                  |                                                                  |
| 3                                                                       | Athlétique Hassi Massaoud                                        | 1 - 0                                                            | IRB Laghouat                                                     |                                                                  |                                                                  |                                                                  |                                                                  |                                                                  |                                                                  |
| 4                                                                       | IRB Robbah                                                       | 1 - 1 t.a.b                                                      | MB Hassi Messaoud                                                |                                                                  |                                                                  |                                                                  |                                                                  |                                                                  |                                                                  |
| 5                                                                       | MB Rouissat                                                      | 5 - 1                                                            | IRB Ain Beida                                                    |                                                                  |                                                                  |                                                                  |                                                                  |                                                                  |                                                                  |
| 6                                                                       | JS Sidi Bouaziz                                                  | 1 - 0 a.p                                                        | IRB Nezla                                                        |                                                                  |                                                                  |                                                                  |                                                                  |                                                                  |                                                                  |
| 7                                                                       | CR Beni Thour                                                    | 1 - 0                                                            | WC Ain Madi                                                      |                                                                  |                                                                  |                                                                  |                                                                  |                                                                  |                                                                  |
| 8                                                                       | MB Hassi Massaoud meilleur perdant est qualifié au prochain tour | MB Hassi Massaoud meilleur perdant est qualifié au prochain tour | MB Hassi Massaoud meilleur perdant est qualifié au prochain tour | MB Hassi Massaoud meilleur perdant est qualifié au prochain tour | MB Hassi Massaoud meilleur perdant est qualifié au prochain tour | MB Hassi Massaoud meilleur perdant est qualifié au prochain tour | MB Hassi Massaoud meilleur perdant est qualifié au prochain tour | MB Hassi Massaoud meilleur perdant est qualifié au prochain tour | MB Hassi Massaoud meilleur perdant est qualifié au prochain tour |
| Ligue de Béchar Avant Dernier tour régional 1999                        |                                                                  |                                                                  |                                                                  |                                                                  |                                                                  |                                                                  |                                                                  |                                                                  |                                                                  |
| 1                                                                       | MC Debdaba                                                       | -                                                                |                                                                  |                                                                  |                                                                  |                                                                  |                                                                  |                                                                  |                                                                  |
| 2                                                                       | NSB Bouda                                                        | -                                                                |                                                                  |                                                                  |                                                                  |                                                                  |                                                                  |                                                                  |                                                                  |
| 3                                                                       | CRB Ain Sefra                                                    | -                                                                |                                                                  |                                                                  |                                                                  |                                                                  |                                                                  |                                                                  |                                                                  |
| 4                                                                       | Amel Moussani Tindouf                                            | -                                                                |                                                                  |                                                                  |                                                                  |                                                                  |                                                                  |                                                                  |                                                                  |

## Soixante-quatrièmes de finale
Dernier tour régional
| Ligue d'Alger le vendredi 13 novembre 2015        |                           |               |                        |  |                    |            |
| 1                                                 | Paradou AC                | 1-0           | RC Boumerdès           |  |                    | stade      |
| 2                                                 | IB Lakhdaria              | 3-0           | ES Ben Aknoun          |  |                    | stade      |
| 3                                                 | USM Chéraga               | 5-4           | MB Bouira              |  |                    | stade      |
| 4                                                 | ES Azeffoun               | 1-1 t.a.b     | CRB Bordj El Kiffan    |  |                    | stade      |
| 5                                                 | NR Dely Ibrahim           | 1-1 t.a.b     | JSM Chéraga            |  |                    | stade      |
| 6                                                 | EC Oued Smar              | 2-1           | WR Bordj Menaiel       |  |                    | stade      |
| 7                                                 | JSM Bejaia                | 1-0           | US Beni Douala         |  | 14-11-2015 a 14h30 | stade      |
| 8                                                 | RC Kouba                  | 3-1           | JS Azazga              |  | 14-11-2015 a 14h30 | stade      |
| Ligue de Blida le Samedi 14 novembre 2015 a 14h00 |                           |               |                        |  |                    |            |
| 1                                                 | ASO Chlef                 | 2-0           | CRB Boukadir           |  |                    | stade      |
| 2                                                 | SC Aïn Defla              | 1-0 a.p       | CRB Sendjas            |  |                    | stade      |
| 3                                                 | IRB Ouled Yaïch           | 0-0 t.a.b     | OCB Ksar El Boukhari   |  |                    | stade      |
| 4                                                 | ORB Oued Fodda            | 1-1 t.a.b     | IRB Boumedfaa          |  |                    | stade      |
| 5                                                 | RA Ain Defla              | 2-1           | O Médéa                |  | 13-11-2015         | stade      |
| Ligue d'Oran le Samedi 14 novembre 2015 a 14h30   |                           |               |                        |  |                    |            |
| 1                                                 | USM Bel Abbès             | 2-1           | JS Emir Abdelkader     |  |                    | stade      |
| 2                                                 | USM Oran                  | 3-2 a.p       | WA Tlemcen             |  |                    | stade      |
| 3                                                 | ASB Maghnia               | 1-0           | US Remchi              |  |                    | stade      |
| 4                                                 | SCM Oran                  | 1-0           | CRB Hennaya            |  |                    | stade      |
| 5                                                 | IRB El Kerma              | 2-1           | CRB Ben Badis          |  |                    | stade      |
| 6                                                 | OM Arzew                  | 3-1           | NRB Bethioua           |  | 13-11-2015         | stade      |
| 7                                                 | IRB Maghnia               | 5-0           | Nasr Es Senia          |  | 13-11-2015         | stade      |
| Ligue de Saida le Samedi 14 novembre 2015 a 14h00 |                           |               |                        |  |                    |            |
| 1                                                 | JSM Tiaret                | 4-2           | SA Mohamadia           |  |                    | stade      |
| 2                                                 | ARB Ghriss                | 1-1 t.a.b     | MC Saida               |  |                    | stade      |
| 3                                                 | USB Tissmsilet            | 4-0           | JS Sig                 |  |                    | stade      |
| 4                                                 | ESB Dahmouni              | 2-1           | CRB Tizi               |  | 13-11-2015         | stade      |
| Ligue de Batna le vendredi 13 novembre 2015       |                           |               |                        |  |                    |            |
| 1                                                 | US Biskra                 | 2-1           | IRB Berhoum            |  |                    | stade      |
| 2                                                 | CRB Ouled Djellal         | 1-1 t.a.b     | CA Batna               |  |                    | stade      |
| 3                                                 | NRB Ouled Derradj         | 1-0           | WR M'Sila              |  |                    | stade      |
| 4                                                 | CRB Kais                  | 2-1           | MSP Batna              |  |                    | stade      |
| 5                                                 | ES Bouakeul               | 1-0           | USF Bordj Bou Arréridj |  |                    | stade      |
| 6                                                 | AB Barika                 | 1-0           | RUDS Batna             |  |                    | stade      |
| Ligue de Annaba le vendredi 13 novembre 2015      |                           |               |                        |  |                    |            |
| 1                                                 | US Tébessa                | 3-0           | MH Chellala            |  |                    | Ouenza     |
| 2                                                 | NRB Bouchegouf            | 2-1           | HAMRA Annaba           |  |                    | Héliopolis |
| 3                                                 | NRB El-Ogla               | 2-1           | ES Besbes              |  |                    | Guelma     |
| 4                                                 | ORB Gueltet Bousbaa       | 2-1           | Nasr Fedjoudj          |  |                    | Annaba     |
| 5                                                 | ES Guelma                 | 1-1 t.a.b 5-4 | IRB El Hadjar          |  | 14-11-2015 a 14h00 | Souk Ahras |
| Ligue de Constantine le vendredi 13 novembre 2015 |                           |               |                        |  |                    |            |
| 1                                                 | AS Ain M'lila             | 2-2 t.a.b 4-3 | CR Village Moussa      |  |                    | stade      |
| 2                                                 | JJ Azzaba                 | 2-1           | JSM Skikda             |  |                    | stade      |
| 3                                                 | CRB Ain Fakroun           | 2-1           | AB Chelghoum Laïd      |  |                    | stade      |
| 4                                                 | MC El Eulma               | 1-1 t.a.b 5-4 | JS Redjas              |  |                    | stade      |
| 5                                                 | HB Chelghoum Laid         | 1-0 a.p       | US Chaouia             |  | 14-11-2015 a 14h00 | stade      |
| 6                                                 | ES Collo                  | 3-2           | AS Khroub              |  | 14-11-2015 a 14h00 | stade      |
| 7                                                 | JS Djijel                 | 3-2 a.p       | MO Constantine         |  | 14-11-2015 a 14h00 | stade      |
| Ligue de Ouargla le vendredi 13 novembre 2015     |                           |               |                        |  |                    |            |
| 1                                                 | NRB Touggourt             | 2-1           | IRB Robbah             |  |                    | stade      |
| 2                                                 | MB Hassi Massaoud         | 3-3 t.a.b     | MB Rouissat            |  |                    | stade      |
| 3                                                 | NT Souf                   | 3-0           | JS Sidi Bouaziz        |  |                    | stade      |
| 4                                                 | Athlétique Hassi Massaoud | 2-0           | CR Beni Thour          |  | 14-11-2015 a 14h00 | stade      |
| Ligue de Bechar le 28-11-2015                     |                           |               |                        |  |                    |            |
| 1                                                 | MC Debdaba                | -             | CRB Ain Sefra          |  |                    | stade      |
| 2                                                 | NSB Bouda                 | 1-0           | Amel Moussani Tindouf  |  |                    | stade      |

## Trente-deuxièmes de finale
| #  | Club à domicile        | Résultat               | Club à l'extérieur       | Lieu                                       | Date et heure        | Rapport |
| -- | ---------------------- | ---------------------- | ------------------------ | ------------------------------------------ | -------------------- | ------- |
| 1  | CR Béni Thour (D3)     | 3 - 2 (a.p)            | NRB El Ogla (D5)         | Stade du 18-Février, Ouargla               | 19 décembre, 14 h 15 | 1       |
| 2  | MC El Eulma (D2)       | 1 - 0 (a.p)            | CS Constantine (D1)      | Stade Messaoud Zougar, El-Eulma            | 18 décembre, 16 h 00 | 2       |
| 3  | JJ Azzaba (D5)         | 1 - 1 « 3 - 4 t.a.b. » | USM Bel Abbès (D2)       | Stade du 20-Août-1955, Skikda              | 19 décembre, 14 h 15 | 3       |
| 4  | ASM Oran (D1)          | 5 - 1                  | NR Dely Ibrahim (D5)     | Stade Habib-Bouakeul, Oran                 | 19 décembre, 14 h 15 | 4       |
| 5  | DRB Tadjenanet (D1)    | 4 - 0                  | MB Hassi Messaoud (D4)   | Stade Lahoua Smaïl, Tadjenanet (Mila)      | 19 décembre, 14 h 15 | 5       |
| 6  | ES Collo (D3)          | 1 - 0                  | IRB Ouled Yaïch (D5)     | Stade Amar Bendjemâa, Collo (Skikda)       | 19 décembre, 14 h 15 | 6       |
| 7  | USM Alger (D1)         | 1 - 3                  | Paradou AC (D2)          | Stade Omar Hamadi, Bologhine (Alger)       | 17 décembre, 17 h 00 | 7       |
| 8  | HB Chelghoum Laïd (D3) | 1 - 0                  | AS Barika (D4)           | Stade OPOW 11 décembre 1960, (Mila)        | 19 décembre, 14 h 15 | 8       |
| 9  | ESB Dahmouni (D4)      | 2 - 1                  | RC Kouba (D3)            | Stade Abderrahim, Tiaret                   | 19 décembre, 14 h 15 | 9       |
| 10 | USB Tissemsilt (D4)    | 1 - 0                  | IB Lakhdaria (D3)        | Stade Djilali-Bounaâma, Tissemsilt         | 19 décembre, 14 h 15 | 10      |
| 11 | SCM Oran (D3)          | 8 - 0                  | NSB Bouda (DH)           | Stade Habib-Bouakeul, Oran                 | 18 décembre, 14 h 45 | 11      |
| 12 | CRB Ain Fakroun (D2)   | 2 - 0                  | NRB Touggourt (D3)       | Stade Said-Allag, Ain Fekroun              | 19 décembre, 14 h 15 | 12      |
| 13 | JSM Bejaïa (D2)        | 0 - 2                  | EC Oued Smar (D5)        | Stade de l'Unité Maghrébine, Bejaïa        | 18 décembre, 16 h 00 | 13      |
| 14 | MC Debdaba (DH)        | 1 - 2                  | CRB Ouled Djellal (D4)   | Stade du 20 août 1955, Béchar              | 18 décembre, 16 h 00 | 14      |
| 15 | ES Azeffoun (D5)       | 2 - 2 « 5 - 6 t.a.b. » | US Biskra (D3)           | Stade Aït-Amar-Djaﬀar, Azeffoun            | 19 décembre, 14 h 15 | 15      |
| 16 | MC Alger (D1)          | 2 - 0                  | USM Oran (D4)            | Stade du 20 août 1955, Belouizdad (Alger)  | 17 décembre, 17 h 00 | 16      |
| 17 | RA Aïn Defla (D4)      | 2 - 1                  | JSM Tiaret (D3)          | Stade Khelal Abdelkader, Aïn Defla         | 18 décembre, 14 h 45 | 17      |
| 18 | CR Belouizdad (D1)     | 4 - 1                  | ASO Chlef (D2)           | Stade du 20 août 1955, Belouizdad (Alger)  | 18 décembre, 16 h 00 | 18      |
| 19 | USM El Harrach (D1)    | 1 - 1 « 4 - 3 t.a.b. » | IRB Maghnia (D4)         | Stade du 1er-Novembre-1954, El Harrach     | 19 décembre, 14 h 15 | 19      |
| 20 | CRB Kais (D4)          | 2 - 2 « 2 - 3 t.a.b. » | JS Jijel (D3)            | Stade Hamam Ammar, Khenchla                | 19 décembre, 14 h 15 | 20      |
| 21 | NA Hussein Dey (D1)    | 5 - 0                  | NRB Bouchegouf (D5)      | Stade du 20 août 1955, Belouizdad (Alger)  | 19 décembre, 16 h 00 | 21      |
| 22 | ES Sétif (D1)          | 3 - 1                  | WR M'Sila (D3)           | Stade 8 mai 1945, Sétif                    | 19 décembre, 14 h 15 | 22      |
| 23 | US Tébessa (D3)        | 1 - 0                  | ES Bouakel (D4)          | Stade du 4-Mars, Tébessa                   | 19 décembre, 14 h 15 | 23      |
| 24 | USM Blida (D1)         | 3 - 2 (a.p)            | OM Arzew (D2)            | Stade des Frères-Brakni, Blida             | 19 décembre, 14 h 15 | 24      |
| 25 | SC Aïn Defla (D4)      | 0 - 1                  | ASB Maghnia (D3)         | Stade Saïd-Khellal, Aïn Defla              | 19 décembre, 14 h 15 | 25      |
| 26 | MC Oran (D1)           | 1 - 2                  | MO Bejaïa (D1)           | Stade Ahmed-Zabana, Oran                   | 19 décembre, 16 h 00 | 26      |
| 27 | AS Aïn M'lila (D3)     | 0 - 0 « 6 - 5 t.a.b. » | USM Chéraga (D3)         | Stade des frères Demane-Debbih, Aïn M'lila | 19 décembre, 14 h 15 | 27      |
| 28 | JS Saoura (D1)         | 3 - 0                  | IRB Boumedfaa (D5)       | Stade du 20 août 1955, Béchar              | 19 décembre, 14 h 15 | 28      |
| 29 | ARB Ghriss (D4)        | 3 - 1                  | NT Souf (D4)             | Stade Meftah-Aouad, Mascara                | 19 décembre, 14 h 15 | 29      |
| 30 | IRB El Kerma(D4)       | 0 - 0 « 8 - 7 t.a.b. » | ES Guelma (D3)           | Stade Bahi-Amar, Oran                      | 18 décembre, 14 h 45 | 30      |
| 31 | RC Relizane (D1)       | 1 - 0                  | JS Kabylie (D1)          | Stade Tahar Zoughari, Relizane             | 19 décembre, 14 h 15 | 31      |
| 32 | RC Arbaa (D1)          | 2 - 1                  | ORB Guelâat Bousbâa (D5) | Stade Ismaïl Makhlouf, Larbâa              | 19 décembre, 14 h 15 | 32      |

## Seizièmes de finale
| #  | Club à domicile        | Résultat               | Club à l'extérieur     | Lieu                                 | Date et heure           |
| -- | ---------------------- | ---------------------- | ---------------------- | ------------------------------------ | ----------------------- |
| 1  | MC Alger (D1)          | 1 - 0                  | US Biskra (D3)         | Stade Omar-Hamadi, (Bologhine)       | 8 janvier 2016, 16 h 00 |
| 2  | NA Hussein Dey (D1)    | 0 - 0 « 4 - 3 t.a.b. » | JS Saoura (D1)         | Stade du 20-Août-1955 (Alger)        | 9 janvier 2016, 16 h 00 |
| 3  | RA Aïn Defla (D4)      | 4 - 2 (a.p)            | CRB Ouled Djellal (D4) | Stade Khelal Abdelkader, (Aïn Defla) | 9 janvier 2016, 14 h 30 |
| 4  | MC El Eulma (D2)       | 1 - 1 « 2 - 4 t.a.b. » | CRB Ain Fakroun (D2)   | Stade Messaoud-Zougar, (El Eulma)    | 8 janvier 2016, 16 h 00 |
| 5  | RC Arba (D1)           | 1 - 0                  | USB Tissemsilt (D4)    | Stade Ismaïl-Makhlouf, (Arbaa)       | 9 janvier 2016, 14 h 30 |
| 6  | SCM Oran (D3)          | 0 - 1                  | USM Bel Abbès (D2)     | Stade Ahmed-Zabana, (Oran)           | 8 janvier 2016, 16 h 00 |
| 7  | HB Chelghoum Laïd (D3) | 1 - 0                  | E Collo (D3)           | Stade OPOW 11 décembre 1960, (Mila)  | 9 janvier 2016, 14 h 00 |
| 8  | USM El Harrach (D1)    | 2 - 0                  | IRB El Kerma (D4)      | Stade du 1er-Novembre-1954 (Alger)   | 8 janvier 2016, 14 h 45 |
| 9  | MO Bejaïa (D1)         | 1 - 1 « 3 - 1 t.a.b. » | JS Jijel (D3)          | Stade Unité Maghrébine, (Béjaia)     | 9 janvier 2016, 16 h 00 |
| 10 | CR Béni Thour (D3)     | 0 - 3                  | Paradou AC (D2)        | Stade 24 février, (Ouargla)          | 9 janvier 2016, 14 h 30 |
| 11 | US Tébessa (D3)        | 1 - 1 « 7 - 6 t.a.b. » | USM Blida (D1)         | Stade du 4-Mars, (Tébessa)           | 9 janvier 2016, 14 h 30 |
| 12 | EC Oued Smar (D5)      | 1 - 1 « 1 - 2 t.a.b. » | DRB Tadjenanet (D1)    | Stade du 1er-Novembre-1954 (Alger)   | 9 janvier 2016, 14 h 30 |
| 13 | AS Aïn M'lila (D3)     | 0 - 1                  | ASB Maghnia (D3)       | Stade Demane-Debbih, (Aïn M'lila)    | 9 janvier 2016, 14 h 30 |
| 14 | ASM Oran (D1)          | 0 - 0 « 2 - 4 t.a.b. » | ARB Ghriss (D4)        | Stade Habib-Bouakeul, (Oran)         | 9 janvier 2016, 14 h 30 |
| 15 | ES Sétif (D1)          | 2 - 1 « a.p »          | CR Belouizdad (D1)     | Stade 8 mai 1945, (Sétif)            | 9 janvier 2016, 16 h 00 |
| 16 | ESB Dahmouni (D4)      | 0 - 1                  | RC Relizane (D1)       | Stade Abderrahim – (Tiaret)          | 9 janvier 2016, 14 h 30 |

## Huitièmes de finale
| # | Club à domicile    | Résultat      | Club à l'extérieur     | Lieu                                     | Date et heure   |
| - | ------------------ | ------------- | ---------------------- | ---------------------------------------- | --------------- |
| 1 | US Tébessa (D3)    | 1 - 0         | USM El Harrach (D1)    | Stade du 4 mars, Tébessa                 | 19 février 2016 |
| 2 | RC Relizane (D1)   | 1 - 2         | MC Alger (D1)          | Stade Tahar Zoughari, Relizane           | 20 février 2016 |
| 3 | USM Bel Abbès (D2) | 1 - 0         | DRB Tadjenanet (D1)    | Stade du 24 février 1956, Sidi Bel-Abbès | 20 février 2016 |
| 4 | ARB Ghriss (D4)    | 1 - 0 « a.p » | CRB Ain Fekroun (D2)   | Stade de Meflah Aoued, (Mascara)         | 19 février 2016 |
| 5 | ES Sétif (D1)      | 2 - 1         | RC Arbaa (D1)          | Stade 8 mai 1945, Sétif                  | 20 février 2016 |
| 6 | ASB Maghnia (D3)   | 1 - 0         | HB Chelghoum Laid (D3) | Stade Frères Nouali, Maghnia             | 20 février 2016 |
| 7 | Paradou AC (D2)    | 1 - 0         | RA Aïn Defla (D4)      | Stade Omar-Hamadi, Bologhine             | 20 février 2016 |
| 8 | MO Béjaïa (D1)     | 1 - 2 « a.p » | NA Hussein Dey (D1)    | Stade Unité Maghrébine, Béjaia           | 20 février 2016 |

## Quarts de finale
| # | Club à domicile     | Résultat | Club à l'extérieur | Lieu                                | Date et heure      |
| - | ------------------- | -------- | ------------------ | ----------------------------------- | ------------------ |
| 1 | ARB Ghriss (D4)     | 0 - 2    | MC Alger (D1)      | Stade de l'Unité Africaine, Mascara | 5 mars 2016, 16h00 |
| 2 | ES Sétif (D1)       | 1 - 3    | USM Bel Abbès (D2) | Stade 8 mai 1945, (Sétif)           | 4 mars 2016, 16h00 |
| 3 | US Tébessa (D3)     | 1 - 0    | ASB Maghnia (D3)   | Stade du 4 mars (Tébessa)           | 5 mars 2016, 15h00 |
| 4 | NA Hussein Dey (D1) | 2 - 0    | Paradou AC (D2)    | Stade du 20-Août-1955 (Alger)       | 4 mars 2016, 16h00 |

## Demi-finales
| # | Club à domicile | Résultat | Club à l'extérieur | Lieu                    | Date et heure        |
| - | --------------- | -------- | ------------------ | ----------------------- | -------------------- |
| 1 | NA Hussein Dey  | 1 - 0    | USM Bel Abbès      | Stade du 5 juillet 1962 | 14 avril 2016, 17h00 |
| 2 | MC Alger        | 3 - 0    | US Tébessa         | Stade du 5 juillet 1962 | 16 avril 2016, 17h00 |

## Finale
| Finale                        | NA Hussein Dey | 0 - 1   | MC Alger    | Stade du 5-Juillet-1962                                                                        |                                                                                                |
| Dimanche 1er mai 2016 16 h 30 |                | (0 - 0) | 82e Hachoud | Diffuseur : EPTV Arbitrage : Mohamed Benouza Abdelhak Etchiali Mokrane Gourari Farouk Houasnia | Diffuseur : EPTV Arbitrage : Mohamed Benouza Abdelhak Etchiali Mokrane Gourari Farouk Houasnia |

| Gardien de but | 1  | Kheireddine Boussouf |     |     |
|                | 15 | Karim Ghazi          |     |     |
|                | 22 | Billal Ouali         |     |     |
|                | 5  | Hamza Zeddam         |     |     |
|                | 4  | Mohamed Herida       |     |     |
| Capitaine      | 8  | Sofiane Bendebka     |     |     |
|                | 26 | Lyès Seddiki         | 52e |     |
|                | 7  | Sofiane Choubani     |     |     |
|                | 19 | Mehdi Benaldjia      |     | 80e |
|                | 27 | Zakaria Ouhadda      |     |     |
|                | 10 | Ahmed Gasmi          |     |     |
| Remplaçants :  |    |                      |     |     |
|                | 29 | Samson Mbingui       |     | 80e |
| Entraîneur :   |    |                      |     |     |
|                |    | Youcef Bouzidi       |     |     |
| Adjoint :      |    |                      |     |     |
|                |    | Billel Dziri         |     |     |

|     |     | Gardien de but | Capitaine     | 1  | Fawzi Chaouchi        |
|     | 78e |                |               | 27 | Abderahmane Hachoud   |
|     |     |                |               | 21 | Toufik Zeghdane       |
|     |     |                |               | 16 | Abdelghani Demmou     |
| 90e |     |                |               | 13 | Redouane Bachiri      |
|     |     |                |               | 14 | Amir Karaoui          |
|     | 34e |                |               | 6  | Mehdi Kacem           |
|     |     |                |               | 5  | Abdelmalek Mokdad     |
|     |     |                |               | 7  | Khaled Gourmi         |
| 86e |     |                |               | 10 | Sid Ahmed Aouadj      |
|     |     |                |               | 17 | Walid Derrardja       |
|     |     |                | Remplaçants : |    |                       |
| 86e |     |                |               | 23 | Antar Boucherit       |
| 90e |     |                |               | 29 | Rachid Ahmed Bouhenna |
|     |     |                | Entraîneur :  |    |                       |
|     |     |                |               |    | Lotfi Amrouche        |
|     |     |                | Adjoint :     |    |                       |
|     |     |                |               |    | Tarek Lazizi          |